# Вико (Кентаки)
Вико (енгл. Vicco) град је у америчкој савезној држави Кентаки.

## Демографија
По попису из 2010. године број становника је 334, што је 16 (5,0%) становника више него 2000. године.
| Група             | 2000.       | 2010.       |
| Белци             | 317 (99,7%) | 326 (97,6%) |
| Афроамериканци    | 0 (0,0%)    | 1 (0,3%)    |
| Азијати           | 0 (0,0%)    | 3 (0,9%)    |
| Хиспаноамериканци | 0 (0,0%)    | 2 (0,6%)    |
| Укупно            | 318         | 334         |